# Zwycięstwo Niepokalanej
Zwycięstwo Niepokalanej – wydawany od 1980 przez Fundację Signum Magnum w Rybniku kwartalnik katolicki.
Czasopismo przybliża wiernym zagadnienia związane z duchowością mariańską, duszpasterstwem rodzin, nauczaniem papieży, ruchem trzeźwościowym i historią kościoła polskiego.
Redaktorem naczelnym kwartalnika był od momentu powstania aż do swej śmierci w 2013 o. prof. Antoni Jozafat Nowak OFM.